# Laussabach (Enns, Altenmarkt)
Der Laussabach ist ein Gebirgsfluss in den oberösterreichisch-steirischen Kalkalpen. Er bildet in seinem gesamten Verlauf die Grenze zwischen den beiden Bundesländern.

## Verlauf
Er entsteht auf der Laussabaueralm durch den Zusammenfluss von Karbach und Rotkreuzbach, der am Hengstpass entspringt. Er fließt durch Oberlaussa und mündet bei Altenmarkt bei Sankt Gallen in die Enns. Kurz vor der Mündung durchläuft er einen Abschnitt mit tief ins Dolomitgestein eingeschnittenen Kolken und einem rund 6 m hohen Wasserfall. Diese rund 170 m lange Kataraktstrecke ist als Naturdenkmal ausgewiesen (Listeneinträge Oberösterreich und Steiermark).
In den Sommermonaten wird der Fluss gerne von Kajakfahrern genutzt.
Der Bach darf nicht mit dem gleichnamigen Laussabach verwechselt werden, der ebenfalls im Bezirk Steyr-Land die Gemeinde Laussa durchfließt und bei Losenstein rechtsufrig in die Enns mündet.

## Geschichte
Das früheste Schriftzeugnis ist von 1139 und lautet „Luzach“. Der Name geht laut Fritz Lochner von Hüttenbach auf altslawisch lúža (Sumpf, Pfütze) zurück.

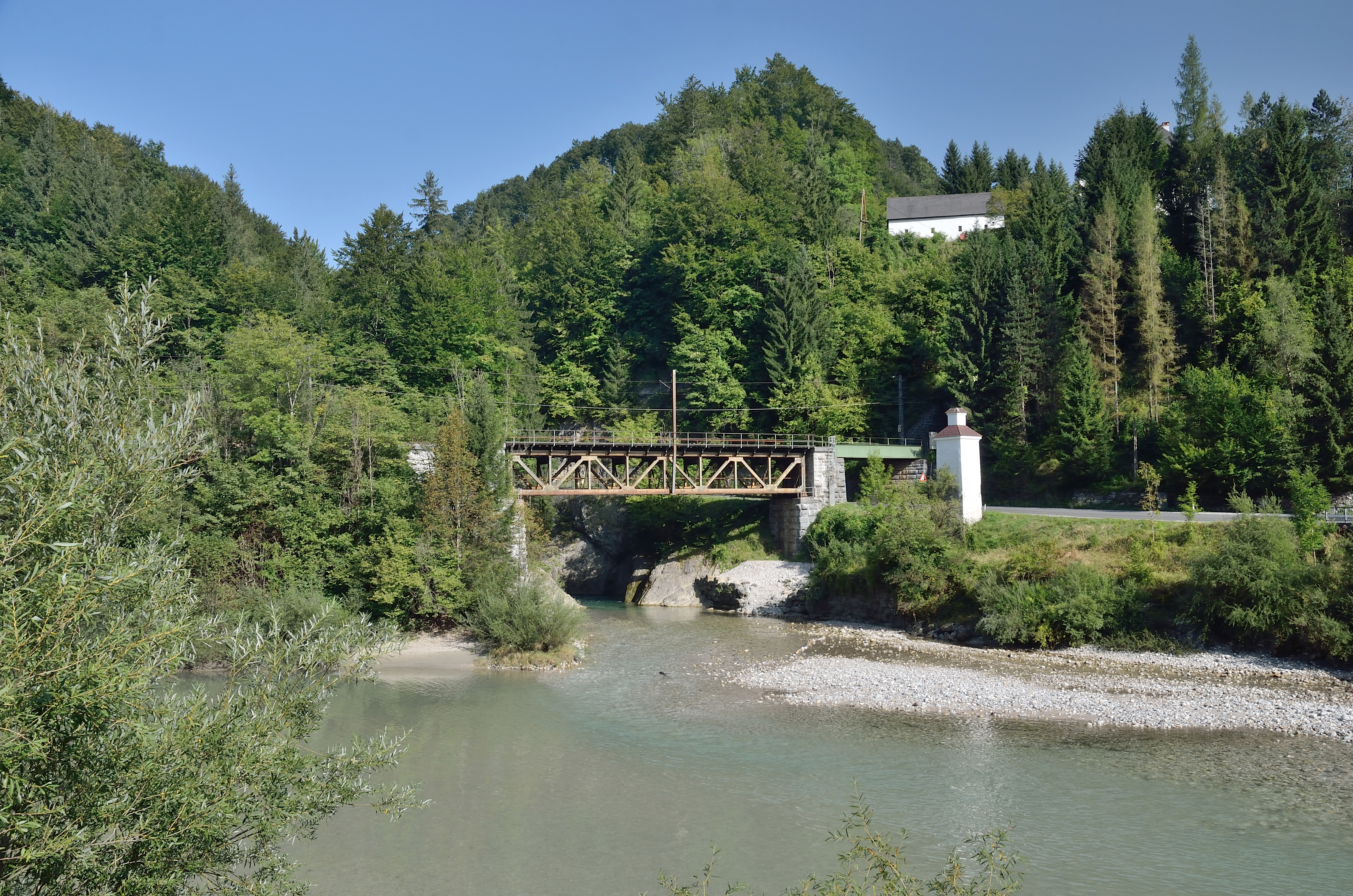
Laussabach bei der Mündung in die Enns